# Rio Grande Mud
《Rio Grande Mud》는 미국의 록 밴드 ZZ 탑의 두 번째 스튜디오 음반이다. 1972년 4월 4일, 런던 레코드에 의해 발매되었다. 이 음반의 제목은 멕시코와 텍사스의 국경을 형성하는 강인 리오그란데강에서 영감을 받았다.

## 배경
ZZ 탑의 프론트맨 빌리 기본스는 음반에 대해 다음과 같이 말했다.
그것은 우리가 작사 경험과 보조를 맞추게 해준 첫 번째 녹음이었습니다. 우리는 사건들을 기록하기 시작했습니다. 그 사건들이 우리에게 일어났을 때 말이죠. 이 모든 요소들은 작곡 노트에 들어갔습니다. 우리가 가는 동안, 우리는 해골적인 아이디어가 떠오를 때 그것을 추적하고 있었습니다. 그 배는 확실히 발전하고 있었습니다.
1987년, 이 음반은 CD 발매를 위해 리믹스되었다. 2011년 1월 11일, 라이노는 1972년 오리지널 믹스에서 리마스터된 버전을 바이닐로만 발매했다. 이 음반은 2012년 아마존의 MP3 스토어와 아이튠즈에 디지털 다운로드로 게시되었으며, 《Chrome, Smoke & BBQ》에 있는 트랙의 오리지널 믹스와 박스 세트 이외의 트랙의 1987년 리믹스를 특징으로 한다. 이 음반의 오리지널 믹스는 2013년 6월 박스 세트인 《The Complete Studio Albums (1970-1990)》의 일부로 CD로 발매되었다.

## 평가
| 전문가 평가                   | 전문가 평가 |
| 평가 점수                     | 평가 점수   |
| 출처                          | 점수        |
| ----------------------------- | ----------- |
| AllMusic                      | [ 2 ]       |
| Christgau's Record Guide      | C           |
| Rolling Stone                 | Mixed       |
| The Rolling Stone Album Guide | [ 7 ]       |
| The Daily Vault               | A−          |

올뮤직은 "두 번째 음반인 《Rio Grande Mud》로 ZZ 탑은 데뷔 당시 스케치한 사운드를 청사진으로 사용하지만, 작지만 중요한 방식으로 수정한다"고 소급하여 음반에 별 3.5개를 부여했다.
이 음반은 1972년 6월 빌보드 200에서 104위로 정점을 찍었다.

## 곡 목록
| #  | 제목                   | 작사·작곡                               | 재생 시간 |
| -- | ---------------------- | --------------------------------------- | --------- |
| 1. | 〈Francine〉           | 빌리 기본스, 스티브 페론, 케니 코드레이 | 3:33      |
| 2. | 〈Just Got Paid〉      | 기본스, 빌 햄                           | 4:49      |
| 3. | 〈Mushmouth Shoutin'〉 | 기본스, 햄                              | 3:41      |
| 4. | 〈Ko Ko Blue〉         | 기본스, 더스티 힐, 프랭크 비어드        | 4:56      |
| 5. | 〈Chevrolet〉          | 기본스                                  | 3:47      |

| #  | 제목                                  | 작사·작곡              | 재생 시간 |
| -- | ------------------------------------- | ---------------------- | --------- |
| 1. | 〈Apologies to Pearly (기악)〉        | 기본스, 힐, 비어드, 햄 | 2:39      |
| 2. | 〈Bar-B-Q〉                           | 기본스, 햄             | 3:34      |
| 3. | 〈Sure Got Cold After the Rain Fell〉 | 기본스                 | 7:39      |
| 4. | 〈Whiskey'n Mama〉                    | 기본스, 힐, 비어드, 햄 | 3:20      |
| 5. | 〈Down Brownie〉                      | 기본스                 | 2:53      |